# Karel Severin
Karel Severin (21. října 1899 Praha – ?) byl český fotbalista, útočník, československý reprezentant.

## Fotbalová kariéra
Za československou reprezentaci odehrál 24. května 1925 přátelský zápas s Rakouskem v Praze, který skončil výhrou 3-1 a dal jeden gól, i když jen střídal do druhého poločasu Ference Szedlacseka. Hrál za Čechii Karlín (1925 a 1927–1930) a Viktorii Žižkov. Dal 12 ligových gólů.

## Ligová bilance
| Ročník                        | Zápasy | Góly | Klub               |
| ----------------------------- | ------ | ---- | ------------------ |
| Asociační liga 1925           | 5      | 0    | SK Čechie Karlín   |
| Asociační liga 1925           | 3      | 3    | SK Viktoria Žižkov |
| Středočeská 1. liga 1925/26   | 6      | 4    | SK Viktoria Žižkov |
| Středočeská 1. liga 1927/28   | -      | 4    | SK Čechie Karlín   |
| Středočeská 1. liga 1928/29   | -      | 1    | SK Čechie Karlín   |
| 1. asociační liga 1929/30     | -      | 0    | SK Čechie Karlín   |
| CELKEM 1. československá liga | -      | 12   |                    |